# Café de Flore

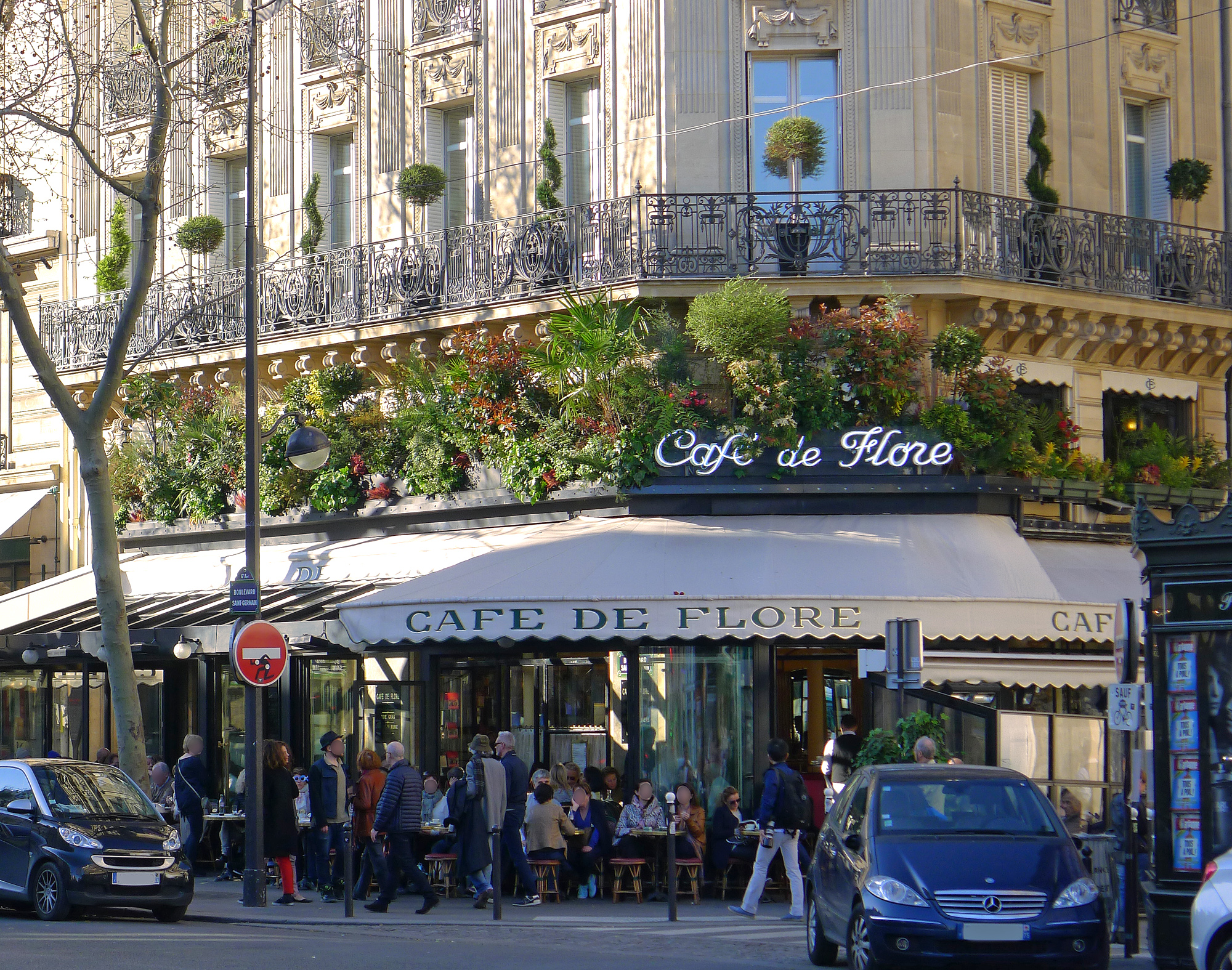
Vista externa do Café de Flore

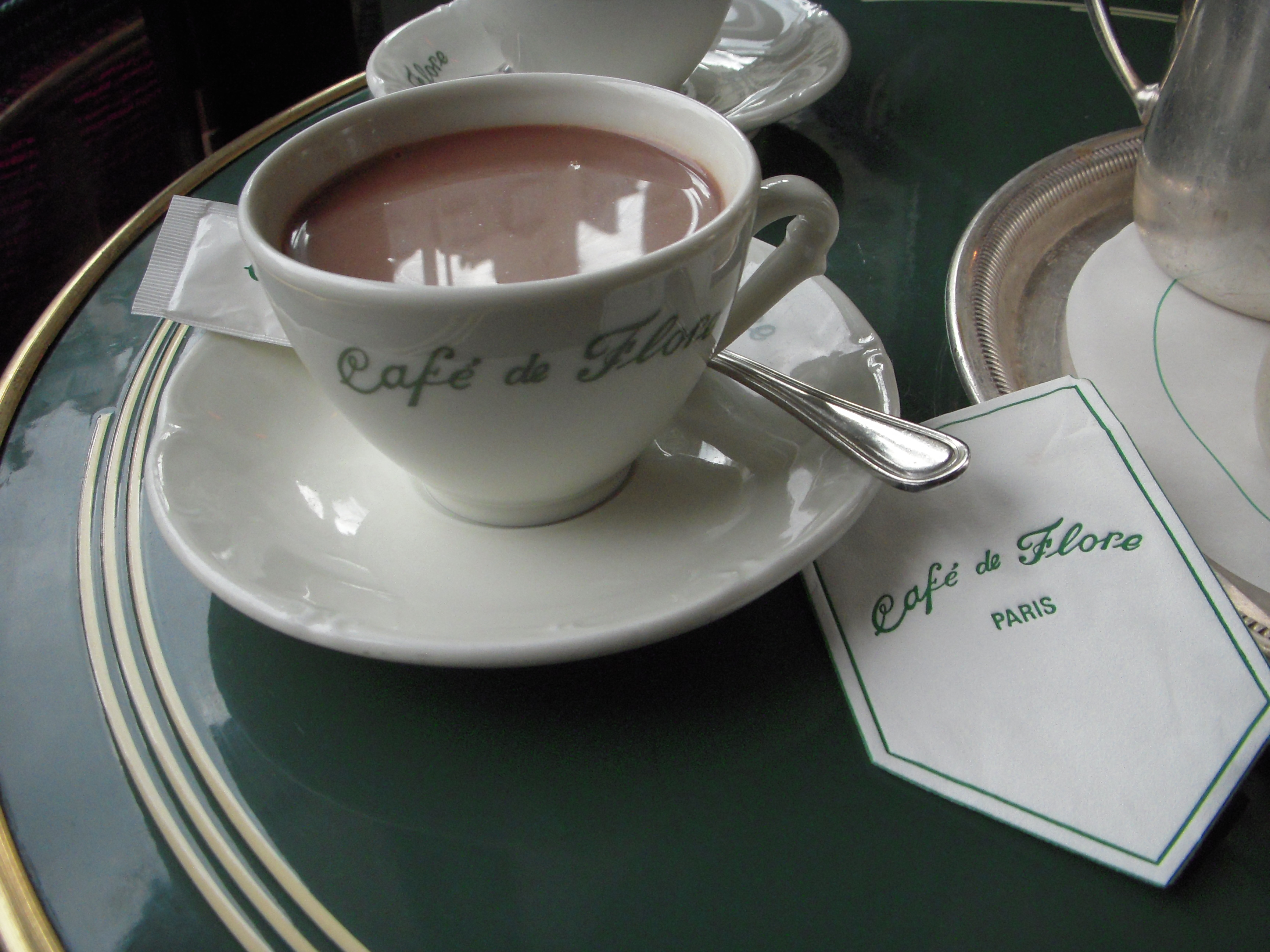
Chocolate quente servido no café

O Café de Flore (traduzido do francês, "Café da Flora") é um café situado na esquina do bulevar Saint-Germain com a rua Saint-Benoît, no bairro de Saint-Germain-des-Prés, na cidade de Paris, na França. É famoso por ter sido frequentado por importantes intelectuais e artistas ao longo de sua história, como Joris-Karl Huysmans, Remy de Gourmont, Charles Maurras, Georges Bataille, Robert Desnos, Léon-Paul Fargue, Raymond Queneau, Jean-Paul Sartre, Albert Camus, Pablo Picasso e Zhou Enlai.

## História
O café abriu na década de 1880. O seu nome foi retirado de uma estátua da divindade grega Flora situada no lado oposto do bulevar Saint-Germain. Os escritores Joris-Karl Huysmans e Remy de Gourmont foram as primeiras dentre as muitas personalidades célebres que viriam a frequentá-lo. No final do século, Charles Maurras escreveu o livro Au signe de Flore no andar térreo do café. No mesmo lugar, em 1899 foi fundada a revista Revue d'Action Française. Na década de 1920, o futuro primeiro-ministro chinês Zhou Enlai foi um frequentador assíduo do café. Da Segunda Guerra Mundial (1939-1945) em diante, o café preservou sua decoração art déco com cadeiras vermelhas, mogno e espelhos. Desde 1994, o prêmio literário Prix de Flore é entregue anualmente no café.  